# Sistema de pontuação da Fórmula 1
O sistema de pontuação da Fórmula 1 para determinar o piloto vencedor de cada temporada foi criado pela FIA em 1950. Desde 1958, o mesmo sistema passou a ser usado para determinar o construtor vencedor de cada temporada.

## Sistemas de pontuação
| Temporadas    | Corridas | Corridas | Corridas | Corridas | Corridas | Corridas | Corridas | Corridas | Corridas | Corridas | Corridas          | Qualificação Sprint | Qualificação Sprint | Qualificação Sprint | Qualificação Sprint | Qualificação Sprint | Qualificação Sprint | Qualificação Sprint | Qualificação Sprint | Melhores Resultados Contados            | Notas                                |
| Temporadas    | 1°       | 2°       | 3°       | 4°       | 5°       | 6°       | 7°       | 8°       | 9°       | 10°      | Volta mais rápida | 1°                  | 2°                  | 3°                  | 4°                  | 5°                  | 6°                  | 7°                  | 8°                  | Melhores Resultados Contados            | Notas                                |
| ------------- | -------- | -------- | -------- | -------- | -------- | -------- | -------- | -------- | -------- | -------- | ----------------- | ------------------- | ------------------- | ------------------- | ------------------- | ------------------- | ------------------- | ------------------- | ------------------- | --------------------------------------- | ------------------------------------ |
| 1950–1953     | 8        | 6        | 4        | 3        | 2        |          |          |          |          |          | 1                 |                     |                     |                     |                     |                     |                     |                     |                     | 4                                       | [ 1 ] [ 2 ]                          |
| 1954-1957     | 8        | 6        | 4        | 3        | 2        |          |          |          |          |          | 1                 |                     |                     |                     |                     |                     |                     |                     |                     | 5                                       | [ 1 ] [ 2 ] [ 3 ] [ 4 ] [ 5 ] [ 6 ]  |
| 1958          | 8        | 6        | 4        | 3        | 2        |          |          |          |          |          | 1                 |                     |                     |                     |                     |                     |                     |                     |                     | 6                                       | [ 3 ] [ 6 ] [ 7 ] [ 8 ] [ 9 ] [ 10 ] |
| 1959          | 8        | 6        | 4        | 3        | 2        |          |          |          |          |          | 1                 |                     |                     |                     |                     |                     |                     |                     |                     | 5                                       | [ 3 ] [ 8 ] [ 9 ] [ 10 ]             |
| 1960          | 8        | 6        | 4        | 3        | 2        | 1        |          |          |          |          |                   |                     |                     |                     |                     |                     |                     |                     |                     | 6                                       | [ 8 ] [ 10 ]                         |
| 1961-1962     | 9        | 6        | 4        | 3        | 2        | 1        |          |          |          |          |                   |                     |                     |                     |                     |                     |                     |                     |                     | 5                                       | [ 8 ]                                |
| 1963–1965     | 9        | 6        | 4        | 3        | 2        | 1        |          |          |          |          |                   |                     |                     |                     |                     |                     |                     |                     |                     | 6                                       | [ 8 ]                                |
| 1966          | 9        | 6        | 4        | 3        | 2        | 1        |          |          |          |          |                   |                     |                     |                     |                     |                     |                     |                     |                     | 5                                       | [ 6 ] [ 8 ] [ 11 ]                   |
| 1967          | 9        | 6        | 4        | 3        | 2        | 1        |          |          |          |          |                   |                     |                     |                     |                     |                     |                     |                     |                     | 9 (5 das primeiras 6, 4 das últimas 5)  | [ 6 ] [ 8 ] [ 11 ]                   |
| 1968          | 9        | 6        | 4        | 3        | 2        | 1        |          |          |          |          |                   |                     |                     |                     |                     |                     |                     |                     |                     | 10 (5 das primeiras 6, 5 das últimas 6) | [ 8 ]                                |
| 1969          | 9        | 6        | 4        | 3        | 2        | 1        |          |          |          |          |                   |                     |                     |                     |                     |                     |                     |                     |                     | 9 (5 das primeiras 6, 4 das últimas 5)  | [ 6 ] [ 8 ]                          |
| 1970          | 9        | 6        | 4        | 3        | 2        | 1        |          |          |          |          |                   |                     |                     |                     |                     |                     |                     |                     |                     | 11 (6 das primeiras 7, 5 das últimas 6) | [ 8 ]                                |
| 1971          | 9        | 6        | 4        | 3        | 2        | 1        |          |          |          |          |                   |                     |                     |                     |                     |                     |                     |                     |                     | 9 (5 das primeiras 6, 4 das últimas 5)  | [ 8 ]                                |
| 1972          | 9        | 6        | 4        | 3        | 2        | 1        |          |          |          |          |                   |                     |                     |                     |                     |                     |                     |                     |                     | 10 (5 das primeiras 6, 5 das últimas 6) | [ 8 ]                                |
| 1973—1974     | 9        | 6        | 4        | 3        | 2        | 1        |          |          |          |          |                   |                     |                     |                     |                     |                     |                     |                     |                     | 13 (7 das primeiras 8, 6 das últimas 7) | [ 8 ]                                |
| 1975          | 9        | 6        | 4        | 3        | 2        | 1        |          |          |          |          |                   |                     |                     |                     |                     |                     |                     |                     |                     | 12 (6 das primeiras 7, 6 das últimas 7) | [ 8 ] [ 12 ]                         |
| 1976          | 9        | 6        | 4        | 3        | 2        | 1        |          |          |          |          |                   |                     |                     |                     |                     |                     |                     |                     |                     | 14 (7 das primeiras 8, 7 das últimas 8) | [ 8 ]                                |
| 1977          | 9        | 6        | 4        | 3        | 2        | 1        |          |          |          |          |                   |                     |                     |                     |                     |                     |                     |                     |                     | 15 (8 das primeiras 9, 7 das últimas 8) | [ 8 ]                                |
| 1978          | 9        | 6        | 4        | 3        | 2        | 1        |          |          |          |          |                   |                     |                     |                     |                     |                     |                     |                     |                     | 14 (7 das primeiras 8, 7 das últimas 8) | [ 8 ]                                |
| 1979          | 9        | 6        | 4        | 3        | 2        | 1        |          |          |          |          |                   |                     |                     |                     |                     |                     |                     |                     |                     | 8 (4 das primeiras 7, 4 das últimas 8)  | [ 12 ]                               |
| 1980          | 9        | 6        | 4        | 3        | 2        | 1        |          |          |          |          |                   |                     |                     |                     |                     |                     |                     |                     |                     | 10 (5 dos primeiros 7, 5 das últimas 7) | [ 12 ]                               |
| 1981—1984     | 9        | 6        | 4        | 3        | 2        | 1        |          |          |          |          |                   |                     |                     |                     |                     |                     |                     |                     |                     | Todos                                   |                                      |
| 1985—1990     | 9        | 6        | 4        | 3        | 2        | 1        |          |          |          |          |                   |                     |                     |                     |                     |                     |                     |                     |                     | 11                                      |                                      |
| 1991—2002     | 10       | 6        | 4        | 3        | 2        | 1        |          |          |          |          |                   |                     |                     |                     |                     |                     |                     |                     |                     | Todos                                   | [ 12 ]                               |
| 2003—2009     | 10       | 8        | 6        | 5        | 4        | 3        | 2        | 1        |          |          |                   |                     |                     |                     |                     |                     |                     |                     |                     | Todos                                   | [ 12 ]                               |
| 2010—2018     | 25       | 18       | 15       | 12       | 10       | 8        | 6        | 4        | 2        | 1        |                   |                     |                     |                     |                     |                     |                     |                     |                     | Todos                                   | [ 12 ]                               |
| 2019—2020     | 25       | 18       | 15       | 12       | 10       | 8        | 6        | 4        | 2        | 1        | 1                 |                     |                     |                     |                     |                     |                     |                     |                     | Todos                                   | [ 12 ] [ 13 ]                        |
| 2021          | 25       | 18       | 15       | 12       | 10       | 8        | 6        | 4        | 2        | 1        | 1                 | 3                   | 2                   | 1                   |                     |                     |                     |                     |                     | Todos                                   | [ 12 ] [ 13 ]                        |
| 2022—2024     | 25       | 18       | 15       | 12       | 10       | 8        | 6        | 4        | 2        | 1        | 1                 | 8                   | 7                   | 6                   | 5                   | 4                   | 3                   | 2                   | 1                   | Todos                                   | [ 12 ] [ 13 ]                        |
| 2025—presente | 25       | 18       | 15       | 12       | 10       | 8        | 6        | 4        | 2        | 1        |                   | 8                   | 7                   | 6                   | 5                   | 4                   | 3                   | 2                   | 1                   | Todos                                   | [ 12 ]                               |

- Caso uma corrida termine antes de completar 70% + 1 volta, do total previsto de voltas, são contabilizados apenas metade dos pontos

## Pontuação para corridas incompletas
Após a controvérsia envolvendo o Grande Prêmio da Bélgica de 2021, o critério de pontuação para corridas incompletas foi alterado.
No artigo 57 do regulamento esportivo da Fórmula 1: Os pontos reduzidos só se aplicam quando uma corrida é encerrada por uma bandeira vermelha. Caso não, independentemente se a prova foi suspensa em algum momento ou não, os pontos completos são concedidos.
As novas normas são:
- Não haverá pontuação se não houver o mínimo de duas voltas disputadas em bandeira verde.
- Se pelo menos duas voltas em bandeira verde forem disputadas até 25% da distância prevista, a pontuação será 6-4-3-2-1 para os cinco primeiros colocados.
- Se for disputada entre 25% e 50% da distância prevista, a pontuação será 13–10–8–6–5–4–3–2–1 para os nove primeiros colocados.
- Se for disputada entre 50% e 75% da distância prevista, a pontuação será 19–14–12–9–8–6–5–3–2–1 para os dez primeiros colocados.
- Se for disputada mais de 75% da distância prevista, a pontuação será a já adotada.[14]

|                                               | Corridas | Corridas | Corridas | Corridas | Corridas | Corridas | Corridas | Corridas | Corridas | Corridas |
| 1°                                            | 2°       | 3°       | 4°       | 5°       | 6°       | 7°       | 8°       | 9°       | 10°      |          |
| --------------------------------------------- | -------- | -------- | -------- | -------- | -------- | -------- | -------- | -------- | -------- | -------- |
| Menos duas voltas ou forem disputadas até 25% | 6        | 4        | 3        | 2        | 1        |          |          |          |          |          |
| Disputadas entre 25% e 50%                    | 13       | 10       | 8        | 6        | 5        | 4        | 3        | 2        | 1        |          |
| Disputadas entre 50% e 75%                    | 19       | 14       | 12       | 9        | 8        | 6        | 5        | 3        | 2        | 1        |
| Disputadas mais de 75%                        | 25       | 18       | 15       | 12       | 10       | 8        | 6        | 4        | 2        | 1        |